# Luísa da Dinamarca (1750–1831)
Luísa da Dinamarca e Noruega (20 de janeiro de 1750 - 12 de janeiro de 1831) foi uma das filhas do rei Frederico V da Dinamarca e condessa de Hesse-Cassel por casamento. Era mãe da rainha Maria Sofia da Dinamarca.

## Família
Luísa era a filha mais nova do rei Frederico V da Dinamarca e da princesa Luísa da Grã-Bretanha. Entre os seus irmãos estavam a rainha Sofia Madalena da Suécia e o rei Cristiano VII da Dinamarca. Os seus avós paternos eram o rei Cristiano VI da Dinamarca e a marquesa Sofia Madalena de Brandemburgo-Kulmbach. Os seus avós maternos eram o rei Jorge II da Grã-Bretanha e a marquesa Carolina de Ansbach.

## Casamento
Luísa casou-se com o conde Carlos de Hesse-Cassel no dia 30 de agosto de 1766 no Palácio de Christiansborg, em Copenhaga com a autorização do seu irmão Cristiano VII. A corte tinha muitas dúvidas sobre este casamento devido às várias acusações de devassidão contra o conde Carlos e a má influência que ele tinha no rei. Contudo a amizade entre o rei e o cunhado não durou e, na primavera de 1767, o casal deixou Copenhaga para viver em Hanau. Foi lá que Luísa deu à luz sua primeira filha, a condessa Maria Luísa de Hesse-Cassel, a 20 de outubro de 1767, seguida do conde Guilherme de Hesse-Cassel a 20 de Janeiro de 1769. A família mudou-se depois para o Castelo de Gottorp depois de o seu marido ser nomeado governador de Schleswig-Holstein. Em 1770, o rei Cristiano VII ofereceu um paróquia e terras à irmã em Güby que foi rebaptizada de Louisenlund em sua honra. O seu terceiro filho, Frederico de Hesse-Cassel, nasceu a 24 de maio de 1771.
Depois de Johann Friedrich Struensee ser removido e executado a 28 de abril de 1772, o seu marido voltou a cair no favor do rei, sendo nomeado governador da Noruega em Setembro de 1772. Foram muito bem recebidos em Christiania onde um aristocrata, Nordahl Brun, os recebeu como "o casal celestial" e, nas palavras do conde, ele tornou-se tão popular que os noruegueses o teriam coroado rei com toda a alegria. Esta era claramente uma ilusão, visto que o povo de Christiania não demorou a achar os custos de entreter o casal demasiado pesados para o orçamento da cidade. Com o grande rendimento de que dispunha na Noruega, Carlos ordenou que se construísse o Stiftung Louisenlund, um palacete idealizado por Hermann von Motz, que passou a ser a residência de verão do casal. Foi aí que a princesa deu à luz sua quarta filha, a condessa Juliana Maria, em 1773 antes de deixar a Noruega em 1774. O seu marido também se tornou marechal-de-campo no mesmo ano, mas não se afastou dos círculos políticos e permaneceu em Louisenlund até a décima-quarta mudança de governo em Abril de 1784. A nova mudança fez com que se tornasse um grande amigo do príncipe-herdeiro Frederico que viria a casar-se com a sua filha Maria Sofia.
A princesa Luísa teria ainda mais dois filhos em 1776 e 1789. O seu marido continuou a ser governador da Noruega e de Schleswig-Holstein até ao fim da vida. Luísa morreu no Castelo de Gottorp a 12 de janeiro de 1831 e foi enterrada na Catedral de Schleswig.

## Descendência
1. Maria Sofia de Hesse-Cassel (20 de outubro de 1767 – 21 de março de 1852), casada com o rei Frederico VI da Dinamarca; com descendência.
2. Guilherme de Hesse-Cassel (15 de janeiro de 1769 – 14 de julho de 1772), morreu aos três anos de idade.
3. Frederico de Hesse-Cassel (24 de maio de 1771 – 24 de fevereiro de 1845), casado com Klara von Brockdorff; sem descendência.
4. Juliana de Hesse-Cassel (19 de janeiro de 1773 – 11 de março de 1860), abadessa protestante de Itzehoe
5. Cristiano de Hesse-Cassel (14 de agosto de 1776 – 14 de novembro de 1814); sem descendência.
6. Luísa Carolina de Hesse-Cassel (28 de setembro de 1789 – 13 de março de 1867), casada com o duque Frederico Guilherme de Schleswig-Holstein-Sonderburg-Glücksburg; com descendência.